# Gustavo de Simone
Gustavo de Simone (ur. 23 kwietnia 1948 w Montevideo) – piłkarz urugwajski, obrońca. Później trener.
Będąc graczem klubu Defensor Sporting wziął udział wraz z reprezentacją Urugwaju w finałach Mistrzostw Świata w 1974 roku, gdzie Urugwaj odpadł już w fazie grupowej. De Simone nie zagrał w żadnym meczu.
Nigdy nie wziął udziału w turnieju Copa América.
Po zakończeniu kariery piłkarskiej został trenerem – pracował m.in. w Salwadorze, w klubie Luis Ángel Firpo Usulután oraz w Gwatemali, w klubie CD Jalapa.